# ويبة
الويبة هو كيل مصري معروف. يساوي اثنان وعشرون مدًا بمدّ الرسول محمد. ويساوي سدس إردب أو كيلتين. كذلك يساوي 33 لترا.